# Cobas (Blancos)
Cobas (llamada oficialmente Santiago de Covas) es una parroquia y un lugar español del municipio de Blancos, en la provincia de Orense, Galicia.

## Toponimia
La parroquia también es conocida por el nombre de Santiago de Cobas.

## Organización territorial
La parroquia está formada por dos entidades de población:
- Covas
- Penalonga

## Demografía

### Parroquia
| Gráfica de evolución demográfica de Cobas (parroquia) entre 2000 y 2022 |
|                                                                         |
| Datos según el nomenclátor publicado por el INE.                        |

### Lugar
| Gráfica de evolución demográfica de Covas (lugar) entre 2000 y 2022 |
|                                                                     |
| Datos según el nomenclátor publicado por el INE.                    |